# Ommatissus natalensis
Ommatissus natalensis är en insektsart som beskrevs av Asche och Wilson 1989. Ommatissus natalensis ingår i släktet Ommatissus och familjen Tropiduchidae. Inga underarter finns listade i Catalogue of Life.